# 恩斯赫德
恩斯赫德（荷蘭語：Enschede，荷蘭語發音：[ˈɛnsχəˌdeˑ] ⓘ）是位於荷蘭东部上艾瑟尔省的一個城市和市镇。

## 历史
在第二次世界大戰時，因其緊鄰德國，恩斯赫德是最早被德國佔領的荷蘭城市。恩斯赫德因紡織業的繁榮而興起。不過在1970年代之後，因紡織業外移至東亞，恩斯赫德陷入蕭條。後隨其復活經濟的努力，狀況有所好轉。其舊市中心已被劃為限制車輛進入區域。

## 交通
恩斯赫德境内的主要铁路车站为恩斯赫德車站，该站有始发至亨厄洛、阿尔默洛、兹沃勒、代芬特尔、阿珀尔多伦、阿默斯福特、希尔弗瑟姆、阿姆斯特丹南、史基浦机场、乌德勒支、鹿特丹和海牙等地的列车。
恩斯赫德亦有东行至德国北莱茵-威斯特法伦州格罗瑙的铁路。

## 体育
荷蘭足球甲級聯賽球隊特溫特足球俱樂部的主場赫羅爾斯城堡球場位於恩斯赫德。

## 教育
市内有屯特大学，为一所研究型理工大学，4TU联盟成员之一。

## 友好城市
- 帕罗奥图，1980年缔交
- 大连，2009年缔交[2]

## 著名人物
- Wilma Landkroon (1957) – 歌手
- Jan Cremer (1940) – 作家和旅行者
- Bert Doorn (1949) – 政客
- Tomás Gómez Franco (1968) - 西班牙政客
- Noor Holsboer (1967) – 曲棍球后卫
- Jeroen Heubach (1974) - 前足球运动员
- Nico Molenkamp (1920) – 蒂尔堡晚期画家
- Kees van Baaren (1906) – 作曲家
- Tino Tabak (1946) – 退休自行车手
- Jasper van 't Hof (1947) – 钢琴师
- Willem Wilmink (1936–2003) – 诗人和作家
- Rudolph De Ram (1955) – 艺术家和摄影师
- Hans van Abeelen (1936) – 荷兰首位行为遗传学家
- Willem Piet Regenspurg (1894–1966) – 艺术家

## 外部連結
- 官方网站